# Grasshopper Club Zurich (féminines)
Maillots
Actualités
Le Grasshopper Club Zürich Frauen est un club de football féminin situé à Zurich, dans le canton de Zurich, en Suisse. Il a été fondé en 1977 comme section féminine du SC Schwerzenbach. Depuis 2008, c'est la section féminine du Grasshopper Club Zurich. Il évolue en Ligue nationale A, la première division suisse. 

## Histoire
En 1988, l'équipe du SC Schwerzenbach est promue en 1re division après une victoire face au FC Urdorf. En 1992, le club remporte son premier titre national en battant Berne en finale de coupe de Suisse. 
En 1999, Schwerzenbach remporte son premier championnat de Suisse, et perd en finale de coupe de Suisse contre le FFC Berne. L'équipe ajoute une deuxième coupe de Suisse à son palmarès en 2003, à nouveau contre le FFC Berne. Le FC Sursee, vainqueur du championnat, ayant renoncé à représenter la Suisse en Coupe de l'UEFA, c'est Schwerzenbach qui prend sa place, mais l'équipe ne remporte aucun match et est éliminée dès le tour de qualifications. 
En 2006, l'équipe s'émancipe du SC Schwerzenbach et devient un club féminin à part entière sous le nom de FFC United Schwerzenbach. Deux ans plus tard, le club remporte à nouveau la coupe de Suisse, en affrontant encore le FFC Berne en finale. 
Le club devient la section féminine du Grasshopper en 2008. Le club termine dans le ventre mou du championnat pendant la décennie suivante. En février 2021, le club annonce vouloir investir massivement pour redevenir une place forte du football féminin suisse. Il s'incline en finale des play-offs face aux BSC Young Boys en 2025.

## Palmarès
- Championnat de Suisse : 
  - Champion : 1998-1999

- Coupe de Suisse : 
  - Vainqueur : 1991-1992, 2002-2003, 2007-2008

## Rivalités
Le Grasshopper dispute le Zürcher Derby face au FC Zurich.